# Xã Irving, Quận Kandiyohi, Minnesota
Xã Irving (tiếng Anh: Irving Township) là một xã thuộc quận Kandiyohi, tiểu bang Minnesota, Hoa Kỳ. Năm 2010, dân số của xã này là 906 người.